# Dezső Gyarmati
Dezső Gyarmati (hongarès: Gyarmati Dezső)  (Miskolc, 23 d'octubre de 1927 - Budapest, 18 d'agost de 2013) fou un waterpolista hongarès que destacà entre les dècades del 1940 i del 1960 i ostenta el rècord de medalles olímpiques en waterpolo amb un total de 5.
Es casà amb la nedadora i medallista olímpica Éva Székely, amb la qual tingué la també nedadora Andrea Gyarmati. El 1976 fou inclòs a l'International Swimming Hall of Fame.

## Carrera esportiva
Va participar, als 20 anys, en els Jocs Olímpics d'Estiu de 1948 celebrats a Londres (Regne Unit), on aconseguí guanyar la medalla de plata amb la selecció nacional en el torneig de waterpolo. En els Jocs Olímpics d'Estiu de 1952 realitzats a Hèlsinki (Finlàndia) aconseguí la medalla d'or, metall que repetirien en la competició dels Jocs Olímpics d'Estiu de 1956 realitzats a Melbourne (Austràlia), participant en el conegut bany de sang de Melbourne. En els Jocs Olímpics d'Estiu de 1960 realitzats a Roma (Itàlia) només pogueren aconseguir la medalla de bronze, si bé en els següents Jocs Olímpics d'Estiu de 1964 realitzats a Tòquio (Japó) tornà a guanyar la medalla d'or amb la selecció hongaresa de waterpolo.
Al llarg de la seva carrera aconseguí tres medalla d'or en el Campionat d'Europa de waterpolo els anys 1954, 1958 i 1962.
Com a entrenador de la selecció hongaresa de waterpolo aconseguí la medalla d'or en els Jocs Olímpics d'Estiu de 1976 realitzats a Mont-real (Canadà). Posteriorment va esdevenir membre del parlament hongarès.